# Мастрођовани (Изернија)
Мастрођовани је насеље у Италији у округу Изернија, региону Молизе.
Према процени из 2011. у насељу је живело 36 становника. Насеље се налази на надморској висини од 724 м.